# Potamanthus luteus
Potamanthus luteus är en dagsländeart som först beskrevs av Carl von Linné 1767.  Potamanthus luteus ingår i släktet Potamanthus, och familjen Potamanthidae. Enligt den finländska rödlistan är arten nära hotad i Finland. Artens livsmiljö är älvar och åar. Inga underarter finns listade.